# Arhopala nabala
Arhopala nabala är en fjärilsart som beskrevs av Corbet 1941. Arhopala nabala ingår i släktet Arhopala och familjen juvelvingar. Inga underarter finns listade i Catalogue of Life.